# Arisaema lobatum
Arisaema lobatum är en kallaväxtart som beskrevs av Adolf Engler. Arisaema lobatum ingår i släktet Arisaema och familjen kallaväxter. Inga underarter finns listade.